# モスクワの伯爵
『モスクワの伯爵』（A Gentleman in Moscow）は、エイモア・トールズによる2016年の同名小説に基づいたイギリスの歴史ドラマミニシリーズ。ベン・ヴァンストーンが脚本、エグゼクティブプロデューサー、ショーランナーを務めた。2024年3月29日にParamount+で初公開された。日本でも、2024年8月16日にParamount+で配信された。

## 概要
パリからロシアに帰国した貴族のアレクサンドル・イリイチ・ロストフ伯爵は、十月革命後、ボルシェビキの法廷で自宅軟禁の判決を受け、数十年にわたってホテルの屋根裏部屋に監禁されてしまう。

## キャスト
※括弧内は日本語吹替。
アレクサンドル・イリイチ・ロストフ伯爵
演 - ユアン・マクレガー（森川智之）
アンナ・ウルバノワ
演 - メアリー・エリザベス・ウィンステッド（木下紗華）
ロシアの有名女優。
ミハイル・“ミーシカ”・フョードロヴィッチ・ミンディビ
演 - フェヒンティ・バログン（白熊寛嗣）
ワシーリイ
演 - ダニエル・セルケイラ
エミール・ジュコフスキー
演 - ビョルン・フリヌル・ハラルソン
オシプ・グレブニコフ
演 - ジョニー・ハリス（遠藤純一）
チェーカーの将校。
マリーナ・サマロワ
演 - リア・ハーヴェイ（新井笙子）
ホテルのハウスキーパー。
”ビショップ”・レプレフスキー司教
演 - ジョン・ヘファーナン（祐仙勇）
オルガ
演 - アナスタシア・ヒレ（小林優子）
アンドレイ・デュラス
演 - リエス・サレム（上田燿司）

### リカーリング
幼少期のニーナ・クリコヴァ
演 - アレクサ・グッドール（田中あいみ）
イリイチと親しくなる少女。
大人のニーナ・クリコヴァ
演 - リア・バルムフォース（神戸光歩）
ロストヴァ伯爵夫人
演 - ペニー・ダウニー
アレクセイ・ナチェフコ
演 - ジェイソン・フォーブス（太田哲治）
ソフィア
演 - ボウ・ガドスドン（永瀬アンナ）
ナレーター、大人のソフィア
演 - アンナ・マデリー（牛田裕子）

### ゲスト
ニコライ・ペトロフ王子
演 - ポール・レディ（中村章吾）

## 製作

### 企画
2017年8月、エイモア・トールズの原作小説に基づいたリミテッドシリーズがエンターテインメント・ワンで開発中であると報じられた。2018年4月、ケネス・ブラナーがテレビシリーズでロストフ伯爵役で主演し、トム・ハーパーが監督を務めることが発表された。
2022年8月、ユアン・マクレガーがブラナーに代わってロストフ伯爵役を演じることが発表され、国際的にはParamount+で、米国ではショウタイムで公開されることが発表された。2022年11月、サム・ミラーがプロジェクトの監督と製作総指揮を務めることが明らかになった。ベン・ヴァンストーンが脚本家、製作総指揮者、ショーランナーとして発表された。